# Per Lillo-Stenberg

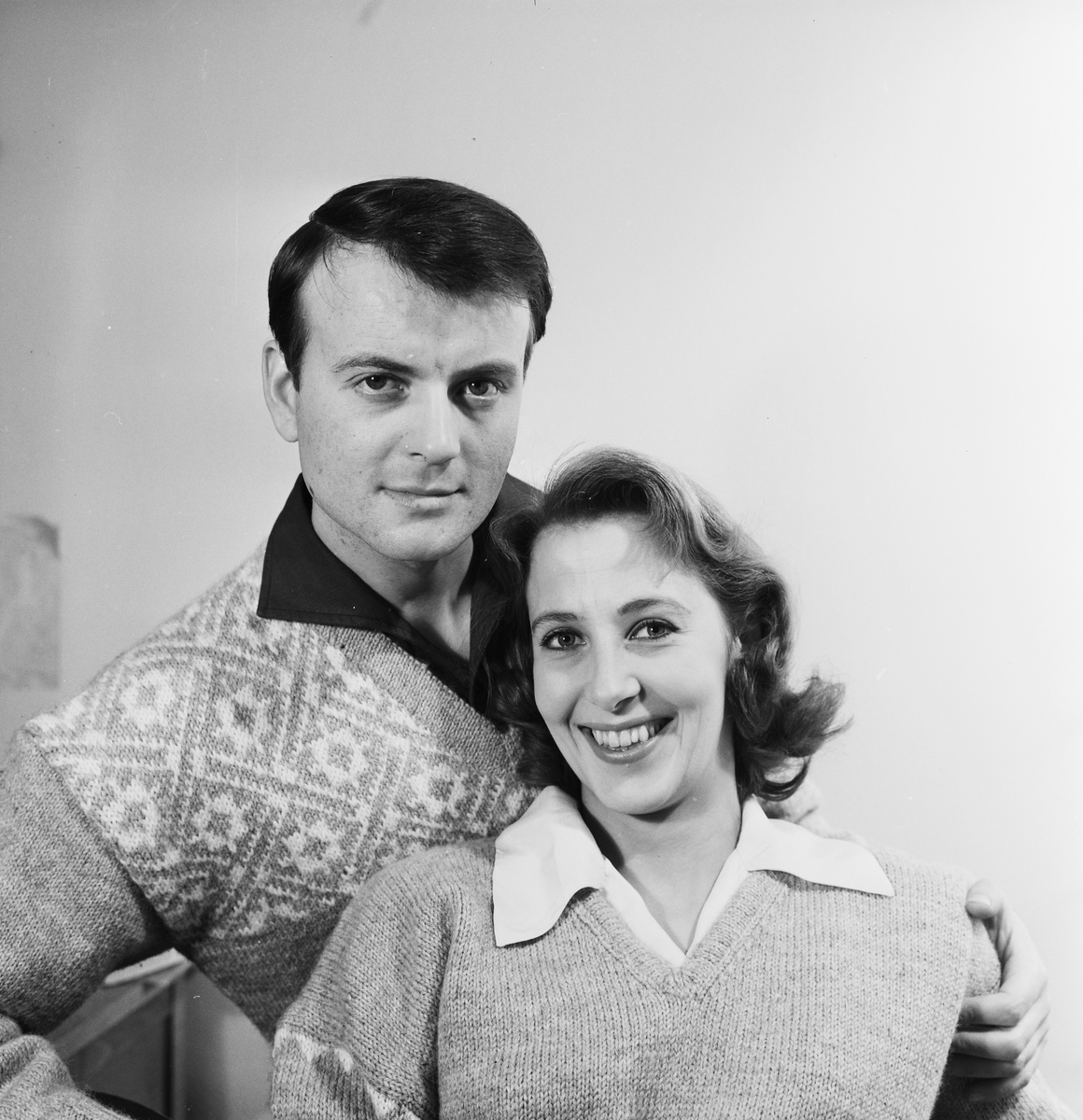
Per Lillo-Stenberg und seine Frau Mette Lange-Nielsen, 1958.

Per Lillo-Stenberg (* 21. Juni 1928 in Oslo; † 27. März 2014 in Levanger) war ein norwegischer Schauspieler.

## Leben
Lillo-Stenberg debütierte 1950 als Schauspieler an Den Nationale Scene in Bergen in Nordahl Griegs Stück Die Niederlage. In den 1950er und in den 1960er Jahren war er am Centralteatret, Folketeatret, Oslo Nye Teater und am Fernsehtheater (Fjernsynsteatret) sowie am Riksteatret tätig. Von 1967 bis 1975 trat er wieder an der Den Nationale Scene auf und ab 1975 war er bis zu seinem Ruhestand am Oslo Nye Teater beschäftigt.
Des Weiteren wirkte er als Schauspieler bei mehreren norwegischen Filmen und Fernsehserien mit. Lillo-Stenberg hatte 1949 sein Filmdebüt in dem Kurzfilm Aldri mer! und 1958 trat er in dem Thriller De dødes tjern als Bjørn Werner auf. 1961 spielte er in dem Drama Leidenschaftliche Begegnung mit und trat in zwei Filmen der norwegischen Olsenbande auf, so unterem auch in der Rolle als Bang-Johansen. Seinen letzten Auftritt im Film hatte Lillo-Stenberg 2004 in einer Rolle in dem Komödiendrama Salto, salmiakk og kaffe.
Per Lillo-Stenberg schrieb als Songschreiber einige Liedtexte, wie unter anderem «Smak av Honning», «S’il Vous Plait», «Rendezvous» und «Smilet til Cecilie» für die norwegische Band deLillos, wo auch sein Sohn Lars Lillo-Stenberg als Musiker mitwirkt.
Lillo-Stenberg verstarb im Alter von 85 Jahren am 27. März 2014 nach kurzer Krankheit im Krankenhaus Levanger.

## Familie
Per Lillo-Stenberg war der Sohn des Malers Paul Lillo-Stenberg.
Er war mit der Schauspielerin Mette Lange-Nielsen (1929–1981) verheiratet und war der Vater des gemeinsamen Sohnes, Lars Lillo-Stenberg, der als Musiker und Sänger bei norwegischen Rockband deLillos bekannt wurde.

## Filmografie
- 1949: Aldri mer! (Kurzfilm)
- 1956: Gylne ungdom
- 1857: Peter van Heeren
- 1958: De dødes tjern
- 1959: Støv på hjernen
- 1961: Leidenschaftliche Begegnung (Line)
- 1961: Hans Nielsen Hauge (Spielfilm)
- 1963: Læraren
- 1964: Alle tiders kupp
- 1966: Hurra for Andersens
- 1966: Broder Gabrielsen
- 1972: Skuggen av ein helt
- 1976: Farlig yrke
- 1981: Olsenbanden gir seg aldri!
- 1999: Olsenbandens siste stikk
- 2002: Regjeringen Martin
- 2004: Salto, salmiakk og kaffe